# Hans Werner Henze
Hans Werner Henze (1. července 1926, Gütersloh – 27. října 2012, Drážďany) byl německý hudební skladatel. Po většinu svého života žil v Itálii.

## Život a kariéra
Narodil se v rodině učitele, se svým otcem se v mládí dostal do hlubokého konfliktu kvůli otcovu nacistickému přesvědčení; když se projevila homosexualita budoucího skladatele, řekl mu prý otec, že „takoví jako on patří do koncentráku“. Jako dospívající byl povolán do Wehrmachtu, což ho na celý další život zatížilo pocity spoluviny a odporu k válce. V únoru 2009 byla nalezena evidenční karta zaznamenávající jej jako člena NSDAP, kam měl podle záznamu vstoupit roku 1944 jako sedmnáctiletý; přihláška s jeho podpisem se však nenašla a skladatel popírá, že by kdy o členství v nacistické straně žádal.
Hudbu studoval v Německu a v Paříži. První velký skladatelský úspěch zaznamenal roku 1952 operou Boulevard Solitude na motivy příběhu Manon Lescaut. Pro odpor k politicky konzervativnímu klimatu v Německu přesídlil roku 1953 do Itálie. Vstoupil do italské komunistické strany a levicovou politiku podporoval i svou tvorbou a veřejným vystupováním. Byl nositelem řady vyznamenání, čestných doktorátů a jiných poct.